# 酒红朱雀
酒红朱雀（学名：Carpodacus vinaceus）为雀科朱雀属的鸟类。分布于印度、缅甸以及中国大陆的宁夏、甘肃、陕西、湖北、贵州、四川、云南、西藏等地，多栖息于海拔1000m 以上的山林、活动于灌丛和竹丛中、也常栖于亚热带常绿阔叶林和针阔混交林中以及有时也到高山针叶林中。该物种的模式产地在四川宝兴。
分布於台灣的台灣朱雀曾被認為屬於酒紅朱雀的亞種，但現今已被歸類為獨立物種。

## 食物
牠主要以小型蟲類和種子為食。有時候牠會在垃圾堆中翻找食物，因此得名「垃圾鳥」。

## 外觀
酒紅朱雀是一種中型雀類。雄鳥呈深紅色，尾巴和翅膀帶有棕黑色，而雌鳥則為橄欖棕色，帶有黑色斑點。

## 亚种
- 酒红朱雀指名亚种（学名：Carpodacus vinaceus vinaceus）。分布于印度、缅甸以及中国大陆的甘肃、陕西、湖北、四川、贵州、云南、西藏等地。该物种的模式产地在四川宝兴[3]。